# Основні закони формальної логіки

## Закони формальної логіки

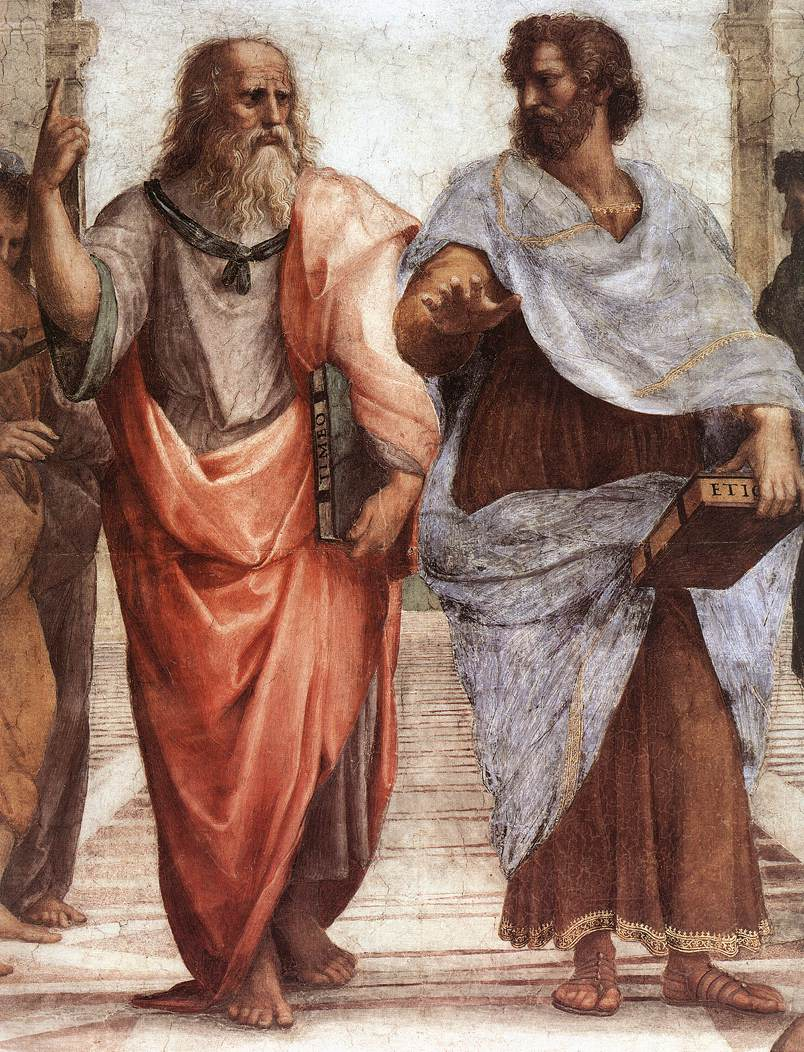
Платон і Аристотель (праворуч), центральний фрагмент фрески Рафаеля Афінська школа. Аристотель, тримаючи свою Нікомахову етику, вказує на землю, що відображає його віру в пізнання через емпіричне спостереження і досвід, в той час як Платон вказує на небеса, що відображає його віру у форму — ейдос

#### Основні закони
Три з основних законів сформулював Аристотель – закон тотожності, суперечності й виключеного третього. Закон достатньої підстави сформулював Г.-В. Лейбніц, хоча такі ж думки висловлював й Е. Паскаль.
Основними законами формальної логіки є: закон тотожності, закон достатньої підстави, закон суперечності, закон виключеного третього.
Чотири основні логічні закони:
1. Закон тотожності;
2. Закон суперечності;
3. Закон виключення третього;
4. Закон достатньої підстави.

### Формально-логічні закони
Формально-логічні закони – це закони правильної побудови і зв'язки думки. Закони логіки виражають такі суттєві, загальні, неодмінні властивості мислення, як визначеність, несуперечність, послідовність і обґрунтованість.
Закони логіки, будучи специфічними законами мислення, неодноразово пов'язані із законами об'єктивного світу, погоджуються з ними. 
```
“Закони мислення і закони природи необхідно погоджувати між собою,

    якщо тільки вони належно пізнані”(Маркс. К., Енгельс Ф.).
```

Закони логіки об'єктивні, вони не створені людським розумом, не продиктовані мисленню самим мисленням, як стверджує ідеалізм, а є відображенням закономірності об'єктивного світу. «Закон логіки є відображення об'єктивного в суб'єктивній свідомості людини».
Виражаючи основні властивості мислення, закони логіки мають свою основу, своє джерело .в об'єктивних речах. Кожний логічний закон відображає певну сторону дійсності, її властивості і відношення, має свій аналог і подібність у природі. Так, закон тотожності є відображенням якісної визначеності речей і явищ, а закон достатнього обґрунтування відображає причинно-наслідковий зв'язок між предметами і явищами світу.
Закони логіки існують і діють незалежно від волі і бажання людей. Мислення людини стихійно підлягає законам логіки. Кожна людина незалежно від того, чи знає вона про існування законів логіки чи ні, мислить у відповідності до законів логіки.
Формально-логічні закони мають загально-людський характер. Вони єдині для всіх людей, незалежно від їхньої класової чи національної належності. Всі люди мислять за одним і тим же законом логіки. «Оскільки процес мислення сам виростає із відомих відношень, сам є природним процесом, то дійсно осягаюче мислення може бути тільки одним і тим же, відрізняючись тільки за ступенем, у залежності від зрілості розвитку і, зокрема, розвитку органу мислення».
Закони логіки є знаряддям пізнання дійсності, необхідною умовою точного, адекватного відображення мисленням зовнішнього світу. Щоб мислення приводило нас до істини, воно має відповідати вимогам формально-логічних законів — закону тотожності, суперечливості, виключеного третього та достатньої підстави.
Порушення вимог законів логіки призводить до того, що мислення стає неправильним, нелогічним. У практиці мислення трапляються двоякого роду логічні помилки, пов'язані з порушенням вимог законів логіки: софізми та паралогізми.

#### Закон тотожності
Закон тотожності формулюється так: будь-яка думка про предмет у процесі даного міркування тотожна сама собі, скільки б разів вона не повторялась.
Думка тотожна сама собі тоді, коли вона стосується одного й того ж предмета і її зміст залишається одним і тим же, скільки разів вона висловлюється. Якщо ж зміст думки змінюється або вона відноситься до іншого предмета, то така думка не може вважатися тією ж самою, тотожною самій собі, це буде уже інша думка.
Закон тотожності у вигляді формули записується так:
А є А, або А = А

#### Закон суперечності
Закон суперечності твердить: два протилежні висловлювання не є одночасно істинними; в крайньому разі одне із них неодмінно хибне. Наприклад, не можуть бути одночасно істинними судження: «Петренко є співучасником даного злочину», «Петренко не є співучасником даного злочину». Одне з цих суджень обов'язково хибне.
Закон суперечності, як і будь-який формально-логічний закон, застосовний тільки до таких суджень, у котрих ідеться про один і той же предмет, в один і той же час і в тому ж самому відношенні. Якщо ж у судженнях ідеться про різні предмети або про різні ознаки одного й того ж предмета, то такі судження не є суперечними і, отже, до них закон суперечності незастосовний. Так, не є суперечним судження: «Пальто, викрадене у потерпілого, було коричневим» і «Пальто, знайдене у обвинуваченого, не було коричневим», якщо предметом думки цих суджень є різні пальта.
Закон суперечності не діє, якщо в судженнях ідеться про один і той же предмет, але предмет взято у різний час. Так судження «Петренко є осудний» і «Петренко є неосудний» — обидва можуть бути істинними, якщо у першому з них мається на увазі один час (наприклад, до здійснення злочину), а у другому — інший час (під час здійснення злочину або після нього).

#### Закон достатньої підстави (формулювання №1)
Закон достатньої підстави формулюється так: будь-яка істинна думка має достатню підставу.
Із закону достатньої підстави випливає, така його вимога: будь-яка думка може бути істинною тільки тоді, коли вона обґрунтована. Так, для того, щоб судження «Петренко є співучасником цього злочину» було визнане істинним, необхідно привести підстави його істинності, тобто треба висловити ряд суджень, із яких би неодмінно випливало твердження про те, що Петренко справді є співучасник цього злочину. Якщо ж таких суджень наведено не буде, то висловлене положення («Петренко є співучасник цього злочину») не може вважатися істинним.

#### Закон достатньої підстави (формулювання №2)
Закон достатньої підстави є відображенням необхідного взаємозв'язку, існуючого між предметами і явищами навколишнього світу, а саме: відображенням причинно-наслідкових відношень, генетичних зв'язків і т. д. Як у самій дійсності кожне явище має свою причину, свою реальну підставу, без котрої воно не могло б виникнути й існувати, так і в мисленні будь-яка думка має свою достатню підставу.